# 李志超 (攝影家)
李志超（Julian Lee，1958年—2014年10月10日），香港攝影家、香港城市大學創意媒體學院前攝影藝術系副教授。

## 生平
就讀九龍華仁書院，會考獲五「優」四「良」，進入香港中文大學新聞系。畢業後卻由於父母反對攻讀藝術，要考獎學金才能到英國讀碩士。1991年在皇家藝術學院取得攝影系碩士學位。
曾任職無線、《號外》，任雜誌記者、攝影師及導演，並為張藝謀、張國榮、王敏德、劉德華及黃耀明等拍過不少照片。他也是電影《妖夜迴廊》的導演，改編自其筆下的《夜迴廊》連載小說。其他作品包括《心猿意馬》。另有散文集《巴黎私生活》及《紐約夢遺》。
2008年、五十歲時患上腹腔癌，惜手術失敗，仍有一成腫瘤留在體內。他曾打算向父母表示自己「出櫃」，但基於父母不會理解而作罷。2014年10月10日於倫敦去世。據其生前好友黃耀明透露，李曾經透露他重新皈依天主教。

## 外部連結
- 李志超在互联网电影资料库（IMDb）上的資料（英文）（英文）
- 在AllMovie上李志超的頁面（英文）
- 李志超在香港影庫上的簡介
- 李志超在时光网上的簡介（简体中文）